# باتری قابل شارژ

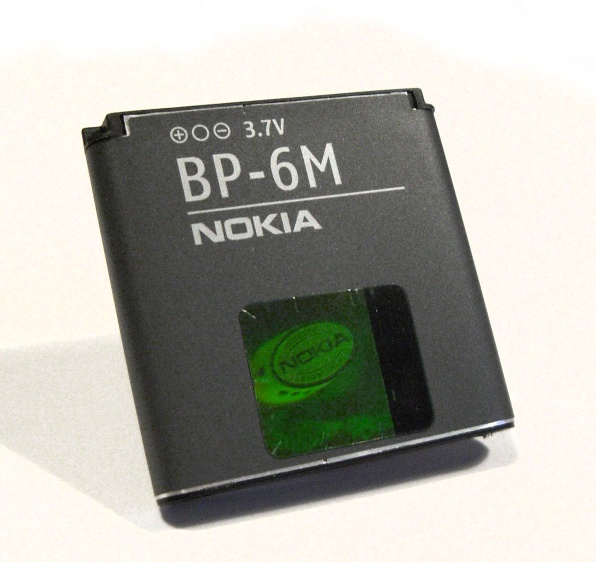
باتری قابل شارژ لیتیوم پلیمر تلفن همراه نوکیا

باتری قابل شارژ (به انگلیسی: Rechargeable battery) گروهی از پیل‌های الکتروشیمیایی هستند که از لحاظ الکتریکی قابلیت شارژ مجدد را دارند. این گونه در اندازه‌های مختلف و با ترکیبات مختلف شیمیایی وجود دارد. باتری‌های قابل شارژ می‌توانند از لحاظ زیست‌محیطی و مسائل اقتصادی سودمند باشند. ساخت این باتری‌ها می‌تواند به کاهش زباله‌هایی که توسط باتری‌های یک بار مصرف ایجاد می‌شود، کمک کند.
باتریهای قابل شارژ معمولاً در ابتدا بیشتر از باتریهای یکبار مصرف هزینه دارند، اما در کل مالکیت و تأثیرات محیطی بسیار کمتری دارند، زیرا می‌توانند بارها قبل از نیاز به تعویض مجدداً شارژ شوند. برخی از انواع باتری قابل شارژ در اندازه‌ها و ولتاژهای یکسان با انواع یکبار مصرف موجود هستند و می‌توان از آنها به صورت قابل تعویض استفاده کرد.

## شارژ و تخلیه
در حین شارژ، ماده فعال مثبت اکسیده می‌شود، الکترون تولید می‌کند و با مصرف الکترون، مواد منفی کاهش می‌یابد. این الکترون‌ها جریان فعلی را در مدار خارجی تشکیل می‌دهند. الکترولیت ممکن است به عنوان یک بافر ساده برای جریان یونی داخلی بین الکترودها، مانند سلول‌های لیتیوم-یون و نیکل-کادمیوم، یا ممکن است در سلولهای سرب و اسید، یک فعالیت فعال در واکنش الکتروشیمیایی باشد.
انرژی مورد استفاده برای شارژ باتری‌های قابل شارژ معمولاً از یک شارژر باتری با استفاده از برق شبکه AC ناشی می‌شود، اگرچه برخی از آنها مجهز به استفاده از پریز برق ۱۲ ولت DC هستند. ولتاژ منبع باید بیشتر از باتری باشد تا جریان را مجبور کند وارد آن شود، در صورتی که ولتاژ منبع کمتر از ولتاژ باتری باشد ، عکس عمل شارژ رخ می دهد و جریان از باتری به منبع ولتاژ فرستاده می شود(باتری خالی یا دشارژ می شود).باید توجه داشت که ولتاژ منبع از ولتاژ باتری خیلی بیشتر نباشد زیرا در غیراین‌صورت به باتری آسیب رسانده می شود.
از چند دقیقه تا چند ساعت طول می‌کشد تا یک باتری شارژ شود.شارژرهای آهسته "dumb" بدون قابلیت ولتاژ یا سنجش دما، با سرعت کم شارژ می‌شوند که به‌طور معمول برای رسیدن به یک شارژ کامل، ۱۴ ساعت یا بیشتر طول می‌کشد. شارژرهای سریع به‌طور معمول بسته به مدل می‌توانند سلولها را طی دو تا پنج ساعت شارژ کنند و با سریع‌ترین زمان ممکن به مدت پانزده دقیقه نیز امکان‌پذیر است. شارژرهای سریع باید چندین روش برای شناسایی هنگامی که سلول به شارژ کامل برسد (تغییر در ولتاژ ترمینال، دما و غیره) داشته باشند تا بتواند شارژ بیش از حد را متوقف کند. سریعترین شارژرها دارای فن‌های خنک‌کننده هستند تا سلول‌ها از گرمای بیش از حد خودداری کنند. بسته‌های باتری در نظر گرفته شده برای شارژ سریع ممکن است شامل یک سنسور دما باشد که از شارژر برای محافظت از بسته استفاده می‌کند. سنسور یک یا چند تماس الکتریکی اضافی خواهد داشت.
مدل‌های مختلف باتری به طرح‌های مختلف شارژ نیاز دارند. به عنوان مثال، برخی از انواع باتری را می‌توان با اطمینان از منبع ولتاژ ثابت شارژ کرد. بعضی‌ها نیاز به یک منبع جریان تنظیم شده دارند که باتری به ولتاژ کامل شارژ می‌شود. شارژ نادرست باتری می‌تواند به باتری آسیب برساند. در موارد شدید، باتری‌ها می‌توانند بیش از حد گرم شوند، آتش بگیرند یا محتویات خود را به طرز انفجاری بکشند،در صورتی که دمای باتری بیش از اندازه معین بالا رود لایه الکترولیت مایع خشک می شود و با یک اتصال کوتاه بین آند و کاتد ، باعث آتش سوزی و انفجار باتری می شود البته یک لایه جدا کننده به نام سپراتور(separator)تا حد قابل توجهی از وقوع این اتفاق جلوگیری می کند.

## زمان شارژ کردن
زمان شارژ کردن یک پارامتر مهم برای دستگاه‌هایی است که از باتری‌های قابل شارژ تغذیه می‌شوند. حتی اگر منبع تغذیه شارژ انرژی کافی برای عملکرد دستگاه و همچنین شارژ مجدد باتری را فراهم کند، دستگاه در زمان شارژ به یک منبع تغذیه خارجی وصل می‌شود. برای وسایل نقلیه الکتریکی که به‌صورت صنعتی استفاده می‌شود، شارژ در هنگام جابجایی ممکن است قابل قبول باشد. برای وسایل نقلیه برقی که نیاز به شارژ دارند، شارژ سریع برای شارژ در یک زمان مناسب ضروری است.
باتری قابل شارژ با سرعت بالا نیست. مقاومت داخلی باتری باعث ایجاد گرما می‌شود و افزایش بیش از حد دما باعث می‌شود تا باتری از بین برود.. برای بعضی از انواع، حداکثر سرعت شارژ با سرعتی که مواد فعال می‌توانند از طریق الکترولیت مایع منتشر شوند، محدود می‌شوند. شارژ شدن زیاد ممکن است باعث ایجاد گاز اضافی در باتری شود، یا ممکن است منجر به آسیب دیدن واکنش‌های جانبی شود که ظرفیت باتری را به‌طور دائم کاهش می‌دهد. بسیار تقریباً تقریباً و با استثنائات و جزئیات بسیار زیادی، بازگرداندن ظرفیت کامل یک باتری در یک ساعت یا کمتر، شارژ سریع در نظر گرفته می‌شود. یک سیستم شارژر باتری استراتژی‌های پیچیده‌تر و کنترل شارژ برای شارژ سریع را شامل می‌شود تا یک شارژر که برای شارژ کندتر طراحی شده‌است.

## تخلیه شارژ
تخلیه شارژ باتری کمک شایانی در افزایش طول عمر باتری و عملکرد صحیح آن می‌گردد.